# Lázadás a Bountyn (film, 1935)
A Lázadás a Bountyn (eredeti cím: Mutiny on the Bounty) 1935-ben bemutatott fekete-fehér amerikai történelmi kalandfilm Frank Lloyd rendezésében, mely az 1789-ben a Bounty hadihajón lezajlott lázadás eseményeit mutatja be.
A film az egyik legnagyobb kasszasiker volt a maga idejében. Habár a történelmi hűségét többen is megkérdőjelezték – a film egy a lázadásról írt regényen alapszik – a kritikusok elismerik, hogy Lloyd filmje minden idők legjobb mozis feldolgozása[forrás?] a Bounty hajón történt lázadásnak.
A produkció elnyerte a legjobb filmnek járó Oscar-díjat, emellett még további hét aranyszoborra jelölték. Magyarországon Lázadók címmel is forgalmazták.

## Történet
A film a Bounty hajón 1789-ben lezajlott zendülést meséli el, amit Fletcher Christian (Clark Gable) vezet a kegyetlen kapitány, William Bligh (Charles Laughton) ellen. Ahogy a regény, a film is egy kötekedő gazembernek ábrázolja Blight, akinek a kegyetlensége miatt a matrózok és a legtöbb tiszt fellázad. Mikor Bligh egy csónakra száll másokkal, akik csatlakoznak hozzá, Roger Byam kadét (Franchot Tone) megpróbálja megállítani a lázadást sikertelenül. Christian Tahitire vezeti a Bountyt, ahol éveket tölt el a megmaradt legénységgel. Közben Blighnak sikerül visszatérni Angliába, ahol hajóra száll Tahiti felé. Byam észreveszi a hajót, és úgy dönt visszatér Angliába. Ezalatt Christian a legénységgel és a bennszülöttekkel a fedélzeten talál egy másik szigetet. Mikor Byam a hajóhoz megy – nincs tudomása róla, hogy Bligh rajta a kapitány – fogságba esik, mert Bligh szerint neki is köze volt a lázadáshoz.

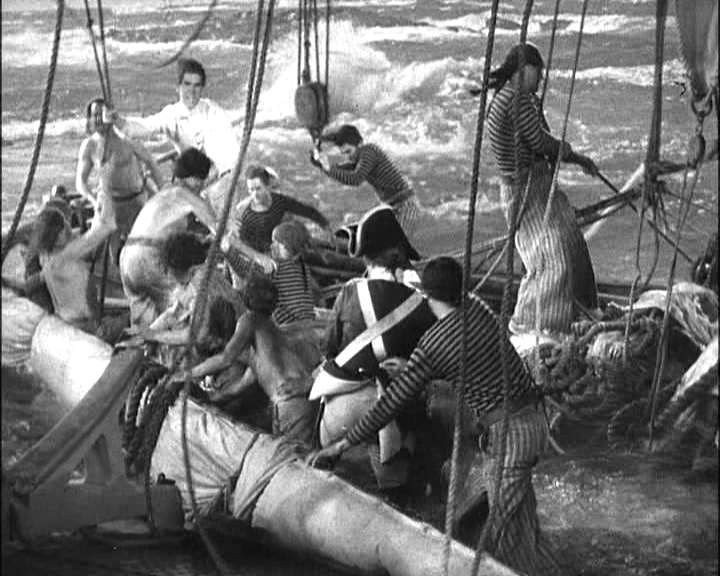

Angliában a bíróság bűnösnek találja Byamet, mielőtt ítéletet hirdetnének Byam beszámol Bligh kapitány kegyetlenkedéseiről. Eközben Christian talál a Pitcairn-szigeteken egy olyan szigetet, ahol nehéz partraszállni. A parta vontatja a Bountyt, majd felgyújtja, hogy az üldözőik ne találjanak rájuk. Angliában Byamet felmentik, aki visszatér a tengerre.

## Történelmi pontatlanságok
Bligh-t egy brutális és szadista kapitányként ábrázolják, aki olyan büntetéseket is alkalmaz, mint a hajógerinc után kötés vagy a korbácsolás. Valójában egyik sem igaz. A hajógerinc után kötést csak nagyon ritkán alkalmazták, és már Bligh kora előtt kiment a gyakorlatból. A Bounty gondosan vezetett hajónaplója pedig azt mutatja, hogy a korbácsolás mértéke az átlagnál alacsonyabb volt, ráadásul Bligh emberséges és becsületes ember volt, ezért nyomós ok nélkül nem használta a fenyítés eszközét. A lázadás előtt a hajón csak két haláleset történt: egy tengerész elhalálozott skorbutban és egy hajóorvos feltehetően italozás és hanyagság következtében, semmiképp sem Bligh által. Amikor a zendülés kitört, a filmben a lázadók csak azután tudták átvenni a hajó feletti irányítást miután megöltek több Bligh-hoz hűséges matrózt. A valóságban senki nem halt meg az incidens alatt, habár egy tengerész majdnem lelőtte Bligh-t, de Christian megakadályozta ebben.
Az igazi Fletcher Christian egy önző, sértődős, jellemtelen egyén volt, aki a Tahitin eltöltött idő során teljesen elzüllött ottani nők befolyása alatt.
Clark Gable a történelmi hitelesség miatt borotválta le a híres bajuszát, mert a 18. században a Brit Királyi Haditengerészet matrózainak teljesen borotváltnak kellett lenniük. A film abban is hiteles, hogy Bligh és Christian már a Bountyn való utazás előtt találkozott egymással.
Az utolsó jelenetben Christian egy lelkesítő beszédet ad elő társainak, hogy a szigeten a szabad emberek tökéletes társadalmát hozhatják létre távol Blightól és a haditengerészettől. A valóság nagyon más volt. A haditengerészet szabályaival felhagyó lázadók saját kormányzása életképtelennek bizonyult, a sziget a részegesség, nemi erőszak és gyilkosságok színhelyévé fajult. Eltekintve John Adams és Ned Young esetétől a lázadók többsége – beleértve Christiant is – erőszakos halált halt. Utóbbi két túlélő formált emberi közösséget a Pitcairnen letelepült emberekből és azok utódaiból.
Roger Byam kadét karaktere a valós személy Peter Heywood kadéton alapult, aki sem a regényben, sem a mozifilmben nincs megemlítve. Ahogy a kitalált Byamet felmentették a vádak alól a film végén, úgy a valóságban Peter Heywood is felmentést nyert a lázadásban betöltött szerepéért.

## Szereposztás
| Karakter               | Színész                 |
| ---------------------- | ----------------------- |
| William Bligh kapitány | Charles Laughton        |
| Fletcher Christian     | Clark Gable             |
| Roger Byam             | Franchot Tone           |
| Burkitt                | Donald Crisp            |
| Ellison                | Eddie Quillan           |
| Mrs. Byam              | Spring Byington         |
| Maggs                  | Ian Wolf                |
| Smith                  | Herbert Mundin          |
| Bacchus                | Dudley Digges           |
| Sir Joseph Banks       | Henry Stephenson        |
| Nelson kapitány        | Francis Lister          |
| Tehani                 | Movita Castaneda        |
| Maimiti                | Mamo Clark              |
| Quintall               | Byron Russell           |
| Coleman                | Percy Waram             |
| Lord Hood              | David Torrence          |
| Mr. Purcell            | John Harrington         |
| Stewart                | Douglas Walton          |
| Fryer                  | DeWitt Jennings         |
| Morgan                 | Ivan F. Simpson         |
| Hayward                | Vernon Downing          |
| Hitihiti               | Bill Bambridge          |
| Mary Elliston          | Marion Clayton Anderson |
| Muspratt               | Stanley Fields          |
| Morrison               | Wallis Clark            |
| Edwards hadnagy        | Crauford Kent           |
| Churchill              | Pat Flaherty            |
| McCoy                  | Alec Craig              |
| Thompson               | Charles Irwin           |
| Tinkler                | Dick Winslow            |

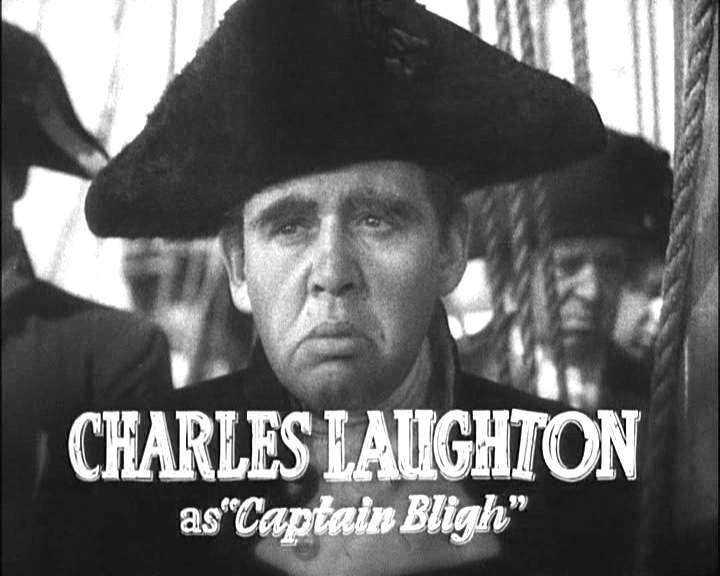

A filmben statisztaként feltűnt James Cagney és David Niven is.

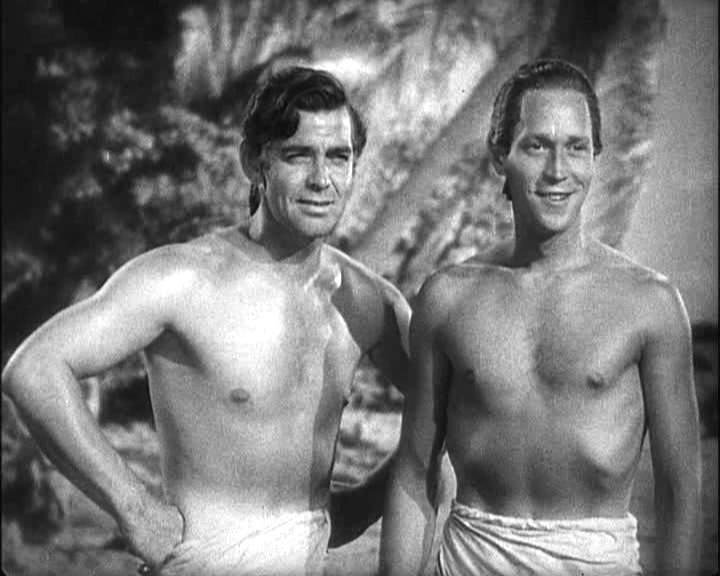
Clark Gable és Franchot Tone

## További feldolgozások
1962-ben mutatták Lewis Milestone azonos címen címmel készült több, mint három órás feldolgozását. Marlon Brando játszotta Fletcher Christiant, Trevor Howard pedig William Blight. A film hatalmas csalódás volt kritikai és anyagi szempontból egyaránt, bár később több kritikus is átértékelte a produkciót. 1984-ben Mel Gibson alakította Christiant, partnere Anthony Hopkins volt Bligh kapitányként A Bounty című adaptációban. Az utolsó változat festi a legpozitívabb képet Blighról, és történelmi szempontból is a leghitelesebb.

## Oscar-díj
- Oscar-díj (1936)
  - díj: legjobb film – Metro-Goldwyn-Mayer
  - jelölés: rendező – Frank Lloyd
  - jelölés: legjobb férfi főszereplő – Clark Gable
  - jelölés: legjobb férfi főszereplő – Charles Laughton
  - jelölés: legjobb férfi főszereplő – Franchot Tone
  - jelölés: legjobb vágó – Margaret Booth
  - jelölés: legjobb forgatókönyv – Jules Furthman, Talbot Jennings, Carey Wilson
  - jelölés: legjobb betétdal – Nat W. Finston

## Fordítás
- Ez a szócikk részben vagy egészben  a   Mutiny_on_the_Bounty (1935 film) című angol Wikipédia-szócikk fordításán alapul.  Az eredeti cikk szerkesztőit annak laptörténete sorolja fel. Ez a jelzés csupán a megfogalmazás eredetét és a szerzői jogokat jelzi, nem szolgál a cikkben szereplő információk forrásmegjelöléseként.